# Maks Rupar
 Maks Rupar, slovenski duhovnik, * 13. oktober  1908, Mürzzuschlag, † 8. avgust 1944, (kraj smrti neznan).

## Življenje
Rodil se je kot sedmi od petnajstih otrok. Gimnazijo je obiskoval na Ptuju in v Ljubljani. Vstopil je k lazaristom in leta 1933 prejel mašniško posvečenje.  V letih 1937 in 1938 je spremljal škofa Gnidovca v Makedoniji. Avgusta 1940 ga je beograjski nadškof določil za dušnega pastirja katoliških vernikov v Ravni Reki pri Smederevem. Ob nemški okupaciji ni izrazil nasprotovanja nemškim zmagam, za kar so ga Mihajlovićevi četniki 8. avgusta 1941 odvedli v gozd, od koder se ni več vrnil. 